# Neoneurus auctus
Neoneurus auctus är en stekelart som först beskrevs av Thomson 1895.  I den svenska databasen Dyntaxa används istället namnet Neoneurus acutus. Neoneurus auctus ingår i släktet Neoneurus och familjen bracksteklar. Arten är reproducerande i Sverige. Inga underarter finns listade i Catalogue of Life.